# Regierungssitz
Der Regierungssitz beschreibt zum einen den Ort (Stadt) eines Staates, in dem die Regierung (und zumeist auch das Parlament) ansässig ist, und zum anderen das Gebäude, in dem zumeist der Regierungschef seinen Amtssitz hat und das Kabinett tagt. Im Bezug auf den Ort ist dies in der Regel die Hauptstadt des Staates (die in Monarchien auch Residenzstadt genannt wird), weswegen man normalerweise nur dann ausdrücklich vom „Regierungssitz“ spricht, wenn dies nicht der Fall ist.

## Städte

### Aktuelle Situation
Derzeit hat die Regierung bei folgenden Staaten ihren Sitz nicht in der Hauptstadt:
Afrika
- Benin – Cotonou (Hauptstadt Porto-Novo)
- Elfenbeinküste – Abidjan (Hauptstadt Yamoussoukro)
- Eswatini – Lobamba (Hauptstadt Mbabane)
- Tansania – Daressalam (Hauptstadt Dodoma)

Asien
- Malaysia – Putrajaya (Hauptstadt Kuala Lumpur)
- Sri Lanka – Sri Jayawardenepura (Hauptstadt Colombo)

Europa
- Niederlande – Den Haag (Hauptstadt Amsterdam)

Südamerika
- Bolivien – La Paz (Hauptstadt Sucre)

### Sonderfälle

#### Deutschland
Deutsches Reich
Parallel zur Tagung der Nationalversammlung vom 6. Februar 1919 bis zum September 1919 war Weimar vorübergehend Regierungssitz der sich konstituierenden Weimarer Republik.

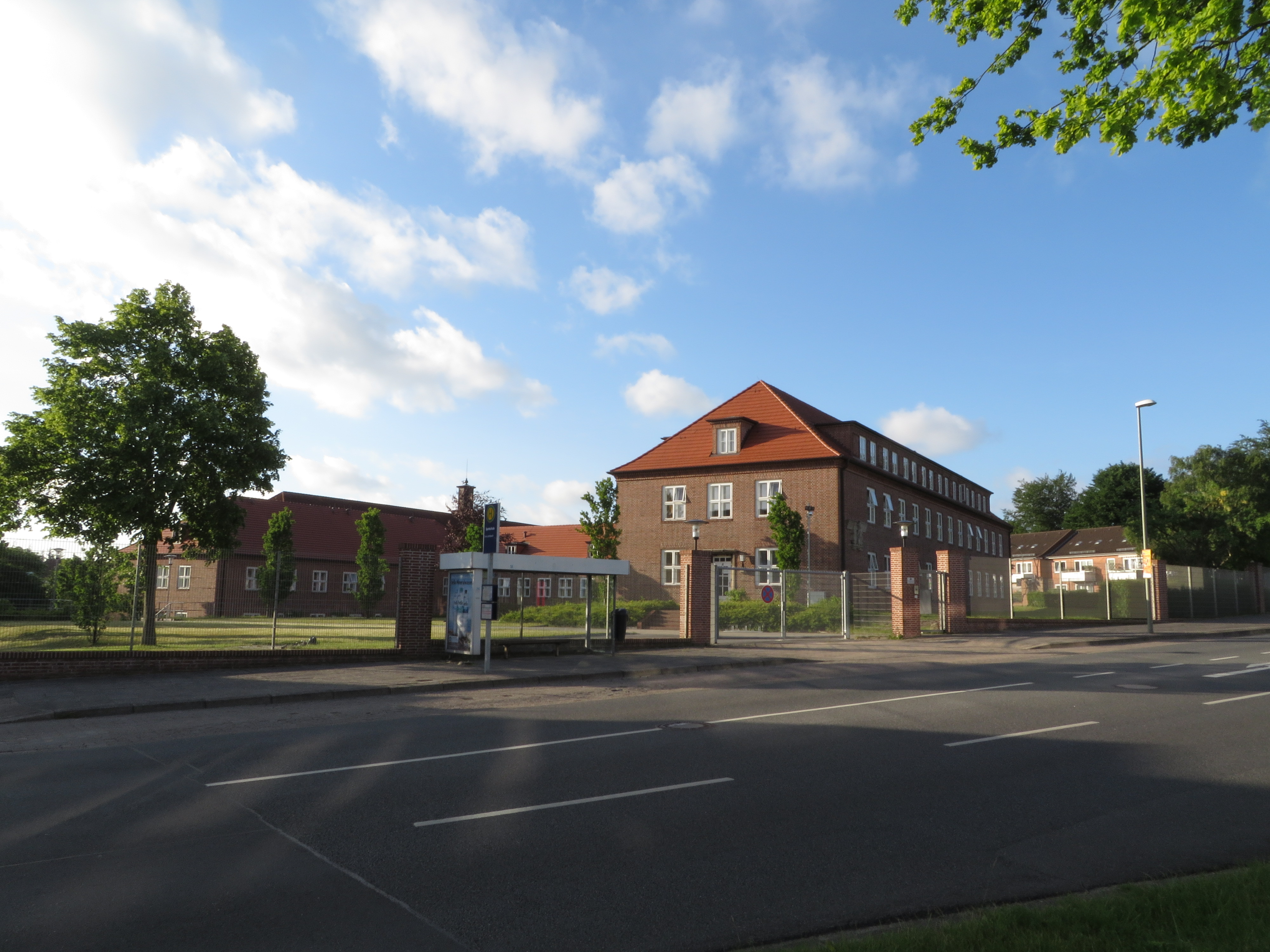
Das Gebäude in Flensburg-Mürwik, welches die Geschäftsführende Reichsregierung nutzte. (Foto 2014)

Wenige Tage vor und daraufhin nach Ende des Zweiten Weltkrieges, vom 2. bis 23. Mai 1945, befand sich der Sitz der geschäftsführenden Reichsregierung unter Karl Dönitz nicht in der besetzten Reichshauptstadt Berlin.
Sie folgte auf das Kabinett Hitler und hatte am 2. Mai 1945 für wenige Stunden ihren Sitz in Plön und Eutin, seit dem 3. Mai 1945 in Flensburg-Mürwik im so genannten Sonderbereich Mürwik, bis ihre Mitglieder schließlich am 23. Mai durch britische Truppen verhaftet wurden.
Bundesrepublik Deutschland
In Deutschland war von der Wiedervereinigung 1990 bis zum Umzug von Bundestag und Bundesregierung im Jahre 1999 Berlin die Hauptstadt und Bonn der Regierungssitz.
Heute ist Bonn die Bundesstadt und sechs Bundesministerien haben nach wie vor ihren Hauptsitz in der Stadt. Die übrigen Ressorts in Berlin unterhalten einen zweiten Dienstsitz in Bonn. Dadurch sind die Regierungsfunktionen aufgrund des Berlin/Bonn-Gesetzes in Deutschland auf zwei Städte aufgeteilt. Obwohl Deutschland de facto noch immer zwei Regierungssitze besitzt, ist seit Abschluss des „Berlin-Umzugs“ 1999 nur die Bundeshauptstadt Berlin de jure Sitz des Verfassungsorgans Bundesregierung.

### Gesonderter Parlamentssitz
In der Republik Südafrika sitzen die beiden Kammern des Parlaments (Houses of Parliament) in Kapstadt und nicht wie die Regierung in Pretoria, wobei Kapstadt im ersten Halbjahr von Januar bis Juni und Pretoria im zweiten von Juli bis Dezember als Hauptstadt fungiert.
In Chile sitzt der Nationalkongress ebenfalls nicht in der Hauptstadt Santiago, sondern in Valparaíso. Die Regierungsbeamten fliegen in beiden Staaten ebenfalls zwischen zwei Städten hin und her.

### Fehlende Hauptstadt
Einige Staaten haben keine Hauptstadt, sondern nur einen Regierungssitz. In der Schweiz ist die Bundesstadt Bern und in Nauru der Ort Yaren Regierungssitz des Staates.

## Gebäude
Die Liste zeigt Beispiele für Gebäude, in denen die Regierungen ihren Sitz haben.

### Asien
| Staat               | Gebäude/Stadt             | Bild |
| ------------------- | ------------------------- | ---- |
| Armenien            | Government House, Jerewan |      |
| Japan               | Kantei, Tokio             |      |
| Volksrepublik China | Zhongnanhai, Peking       |      |

### Europa
| Staat                  | Gebäude/Stadt                | Bild |
| ---------------------- | ---------------------------- | ---- |
| Belarus                | House of Gouvernment, Minsk  |      |
| Dänemark               | Christiansborg, Kopenhagen   |      |
| Deutschland            | Bundeskanzleramt, Berlin     |      |
| Estland                | Stenbockhaus, Tallinn        |      |
| Finnland               | Regierungspalast, Helsinki   |      |
| Irland                 | Government Buildings, Dublin |      |
| Island                 | Stjórnarráðið, Reykjavík     |      |
| Italien                | Palazzo Chigi, Rom           |      |
| Niederlande            | Torentje, Den Haag           |      |
| Österreich             | Bundeskanzleramt, Wien       |      |
| Portugal               | São Bento Mansion, Lissabon  |      |
| Russland               | Weißes Haus, Moskau          |      |
| Schweiz                | Bundeshaus, Bern             |      |
| Spanien                | Moncloa-Palast, Madrid       |      |
| Tschechien             | Straka Academy, Prag         |      |
| Ungarn                 | Karmeliterkloster, Budapest  |      |
| Vereinigtes Königreich | 10 Downing Street, London    |      |

### Ozeanien
| Staat      | Gebäude/Stadt                                          | Bild |
| ---------- | ------------------------------------------------------ | ---- |
| Australien | Department of the Prime Minister and Cabinet, Canberra |      |
| Fidschi    | Regierungsgebäude, Suva                                |      |
| Neuseeland | Beehive, Wellington                                    |      |